# Chlorota abdominalis
Chlorota abdominalis är en skalbaggsart som beskrevs av Ohaus 1926. Chlorota abdominalis ingår i släktet Chlorota och familjen Rutelidae. Inga underarter finns listade i Catalogue of Life.